# Amolops mengyangensis
Amolops mengyangensis es una especie de anfibios de la familia Ranidae.

## Distribución geográfica
Es endémica de la provincia de Yunnan (China).

## Estado de conservación
Se encuentra amenazada por la pérdida de su hábitat natural.